# پل فریزنت
پل فریزنت (انگلیسی: Pol Freixanet؛ زادهٔ ۲۲ اوت ۱۹۹۱) بازیکن فوتبال اهل اسپانیا است.
از باشگاه‌هایی که در آن بازی کرده‌است می‌توان به باشگاه فوتبال الچه و باشگاه فوتبال رئال اویدو اشاره کرد.